# Orle (wieś w powiecie radziejowskim)
Orle – wieś w Polsce, położona w województwie kujawsko-pomorskim, w powiecie radziejowskim, w gminie Topólka.

## Podział administracyjny
Wieś duchowna, własność biskupów włocławskich, położona było w 1785 roku w powiecie radziejowskim województwa brzeskokujawskiego. W latach 1975–1998 miejscowość należała administracyjnie do województwa włocławskiego.

## Demografia
Według Narodowego Spisu Powszechnego (III 2011 r.) liczyła 244 mieszkańców. Jest piątą co do wielkości miejscowością gminy Topólka.

## Zabytki
Kościół św. Doroty, drewniany z 1775.